# Minato Mirai 21

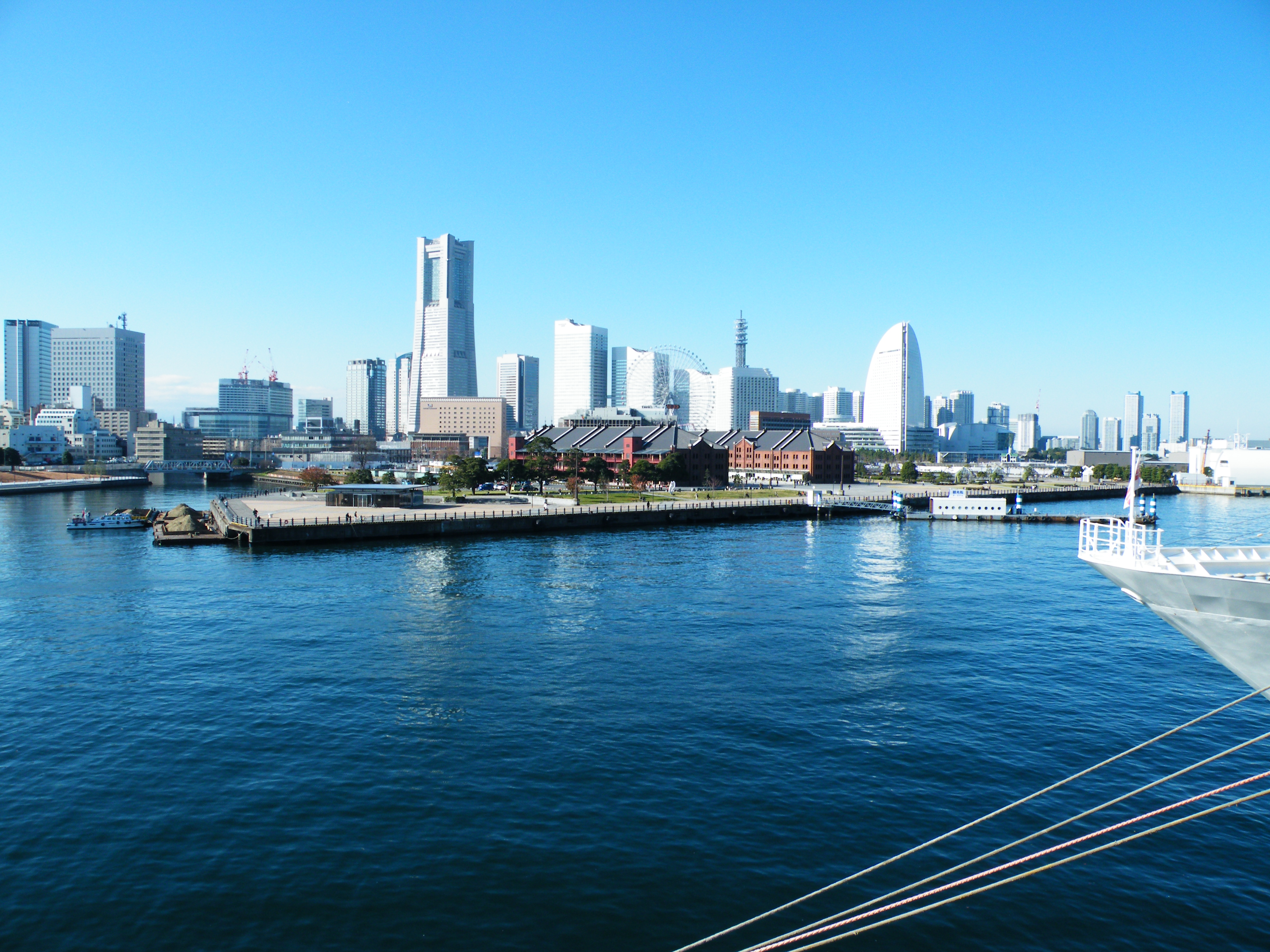
Minato Mirai 21, überragt vom Landmark Tower.

Minato Mirai 21 (jap. みなとみらい21, dt. „Hafen Zukunft 21“, abgekürzt MM21) ist ein großes Stadtentwicklungsprojekt in Yokohama. Es wurde auf einem 110 Hektar großen Gelände aus ehemaligen Docks und Hafenanlagen und weiteren 76 Hektar aus Landgewinnungsprojekten errichtet.

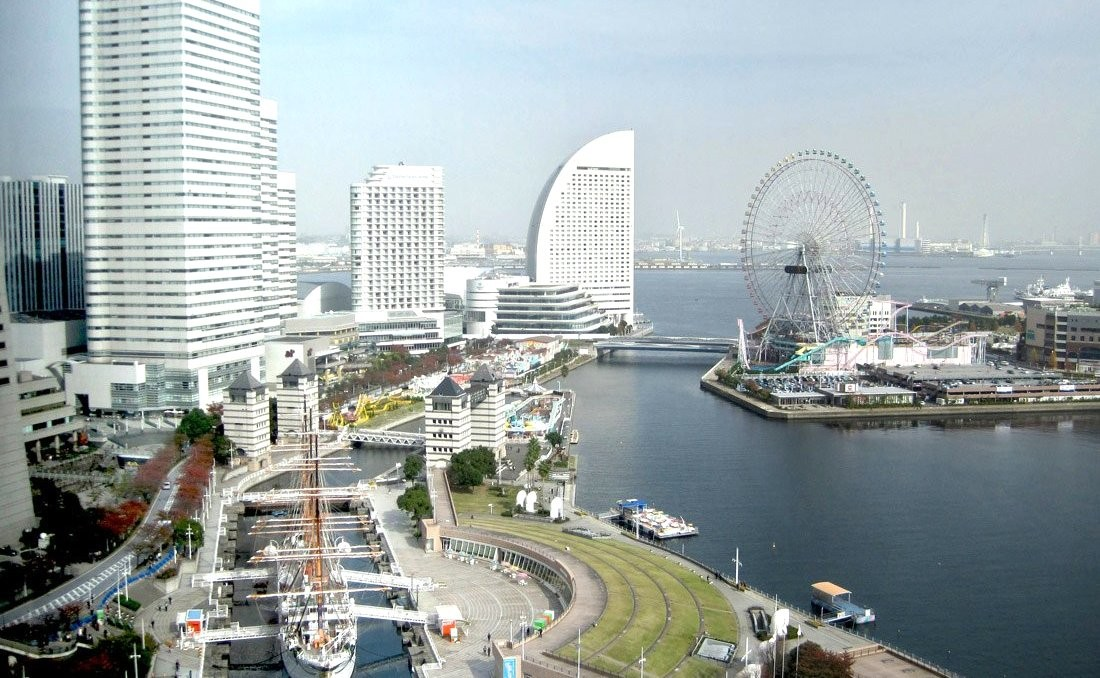
Blick vom Landmark Tower auf den Hafen mit dem Pacifico Yokohama und dem Riesenrad CosmoClock 21

Die Pläne für die Neubebauung des Gebiets datieren bis auf die 1960er Jahre zurück. Die Bestimmung des Projektnamens wurde 1981 in einem Wettbewerb an die Bürger Yokohamas übertragen. Im November 1983 wurde mit den ersten Bauarbeiten begonnen. Zunächst wurde 1985 der Nippon Maru-Gedächtnispark fertiggestellt. 1989 folgten mit dem Yokohama Exotic Showcase ’89 (YES ’89), dem Kunstmuseum Yokohama und der Eröffnung der Yokohama Bay Bridge die ersten größeren Projekte. Die prägenden Gebäude der Skyline sind das Pacifico Yokohama (1991), der bis Anfang 2014 höchste Wolkenkratzer Japans, der Yokohama Landmark Tower (1993), der Queen’s Square Yokohama (1997) und das Riesenrad CosmoClock 21 im Freizeitpark Yokohama Cosmo World.
Teile des Gebiets werden noch entwickelt; einige Abschnitte sind in Bau oder in Planung.
2004 wurde die Minatomirai-Linie eröffnet, die eine Anbindung an den Bahnhof Yokohama und die Chinatown schafft.